# Phytodectoidea quatuordecimpunctata
Phytodectoidea quatuordecimpunctata es una especie de insecto coleóptero de la familia Chrysomelidae. Fue descrita científicamente en 1854 por Boheman.